# ブック・オブ・モルモン
『ブック・オブ・モルモン』（The Book of Mormon）は、ウガンダでの2人の若いモルモン宣教師たちの布教を題材にしたミュージカル・コメディ。モルモン書を題材に、モルモン教の信念や教義を風刺している。2011年、アメリカ合衆国ニューヨーク州ニューヨークにあるユージン・オニール・シアターで初演された。トレイ・パーカー、ロバート・ロペス、マット・ストーンが脚本、作詞、作曲で共作した。パーカーおよびストーンはアニメ・コメディ『サウスパーク』を制作し、ロペスはミュージカル『アベニューQ』の音楽をほかの作曲家と共同で作曲した。
『ブック・オブ・モルモン』は2人のモルモン宣教師が、遠く離れたウガンダのとある村で教義を広めようとする話である。生真面目な若い男性2人が、エイズ、飢饉、ウォーロードからの弾圧などのトラブルに見舞われている村民たちの無関心と対峙する。
2003年、パーカーとストーンが『アベニューQ』を鑑賞した際ロペスと出会い、その後も度々会うようになった。パーカーとストーンはコロラド州で育ち、それまでの作品でも末日聖徒イエス・キリスト教会(通称・モルモン教会)はよく言及されていた。3人はソルトレイクシティに行き、モルモン宣教師および元宣教師に取材を行なった。2008年初頭、ワークショップが行なわれた。プロデューサーのスコット・ルーディンとアン・ガレフィノは地方都市やオフブロードウェイでの試験興行をすることなくブロードウェイで開幕する決心をした。
2011年3月、制作に7年を費やしブロードウェイで開幕した。末日教会は作品に関して好意的な反応をし、公演パンフレットに有料広告を載せるまでになった。批評家らより大好評となり、劇場のチケット売上記録を更新した。トニー賞においてミュージカル作品賞を含む9部門を、グラミー賞においてミュージカル・シアター・アルバム賞を受賞した。オリジナル・ブロードウェイ・キャスト・レコーディング・アルバムはブロードウェイ・キャスト・アルバム40年以上の歴史の中で最高売上となり、『ビルボード』誌のチャートで第3位を獲得した。2013年、ロンドンのウエスト・エンドで初演され、全米ツアー公演も2度行なわれている。2017年1月、メルボルン公演および初の英語以外での公演であるストックホルム公演が開幕した。その後オスロおよびコペンハーゲンでも開幕した。
興行収入5億ドルとなり、もっとも高い興行収入をあげたミュージカル作品の1つとなっている。

## 経緯
『ブック・オブ・モルモン』はトレイ・パーカー、ロバート・ロペス、マット・ストーンが考案した。パーカーとスローンはコロラド州で育ったため、モルモン教および信者と近かった。2人はコロラド大学ボルダー校で出会い、1993年、2人にとって初のミュージカル映画である『カンニバル!THE MUSICAL』でコラボレートした。1997年、コメディ・セントラルのテレビ番組『サウスパーク』、1999年、ミュージカル映画『サウスパーク/無修正映画版』を制作した。2人はフォックス放送の短命に終わった番組『Time Warped 』で歴史上の人物として初めてモルモン教設立者ジョセフ・スミス・ジュニアを扱った。1997年、映画『オーガズモ』、2003年、『サウスパーク』第7シーズン第12話『All About Mormons （邦題:ユタから来た転校生）』で教義をコミカルに扱った。2001年、『サウスパーク』第5シーズン第3話『カルトっQ!丸刈りータ☆で大脱走』でジャスティス・リーグをパロディ化したグループ「スーパー・ベスト・フレンズ」の一員としてジーザスやブッダと共にスミスを扱った。

### 初期
2003年夏、パーカーとストーンは友人でありプロデューサーであるルーディンと共に新作映画『チーム★アメリカ/ワールドポリス』の脚本について話し合うためニューヨークへ向かった。ルーディンは『サウスパーク/無修正映画版』のプロデュースも手掛けている。ルーディンは配役のために2人にブロードウェイで『チーム★アメリカ』と同様パペットを使用するミュージカル『アベニューQ』を観ることを薦めた。パーカーとストーンは夏と冬に観劇し、『アベニューQ』の作曲家であるロペスとジェフ・マークスは客席に2人を見つけ自己紹介をした。ロペスは『アベニューQ』は『サウスパーク/無修正映画版』から大変影響を受けたと語った。その後4人は飲みに行き、それぞれがスミスに関する何らかの作品を書きたいと思っていることが判明した。すぐに4人は綿密な打ち合わせを始め、設定を現代にした。4人は研究のためソルトレイクシティに行き、多数の宣教師および元宣教師にインタビューした。彼らはパーカーとストーンの『サウスパーク』の制作スケジュールに合わせなければならなかった。
2006年、パーカーとストーンは『アベニューQ』ウエスト・エンド公演中のロペスを訪ねに3週間ロンドンへ行った。3人は4-5曲作曲し、あらすじの基礎部分を考案した。パーカーとマークスの意見が合わず、マークスは離脱した。その後数年間、3人は仮題『The Book of Mormon: The Musical of the Church of Jesus Christ of Latter-day Saints 』の発展のためロサンゼルスとニューヨークを頻繁に行き来して会うようになった。

### 改訂
初期段階と完成品には大きな変更がある。初期のワークショップで使用していた曲『Family Home Evening 』はカットされた。プレビュー公演ではウガンダのウォーロードはコニー将軍であったが、のちにお尻丸出し将軍に変更した。曲『The Bible Is A Trilogy 』は大幅に改訂され『All-American Prophet 』となった。初期の頃、一般的にシリーズ映画は3作目が良作といわれることを踏まえ、ウガンダ人が「『マトリックス』は3作目が最悪」という台詞があったが全く別の台詞に変更された。曲『Spooky Mormon Hell Dream 』は当初『H-E Double Hockey Sticks 』と呼ばれていた。

### ワークショップ
パーカーとストーンが渋る中、ロペスはワークショップをすべきだと語った。ジェイソン・ムーアの演出、シャイアン・ジャクソンの主演によりワークショップが行なわれた。ほかにベンジャミン・ウォーカー、ダニエル・リチャードが参加していた。4年かけて、30分ほどの短編から、家族や友人に向けたやや長編の試作品のため5-6回ほどワークショップを行なった。自費で数十万ドルを費やしてまでもまだ納得する作品はできなかった。2008年2月、ウォーカーがエルダー・プライス役、ジョシュ・ギャッドがエルダー・カニンガム役で全長編の読み合わせが行なわれた。2010年6月、演出のムーアが離脱した。新たな演出家にはジェイムズ・ラパインなどが候補に挙がったが、プロデューサーたちはケイシー・ニコロウを採用した。2010年8月、5週間におよぶ最後のワークショップが行なわれ、ニコロウが振付師およびパーカーとの共同演出となった。

### ブロードウェイ・プレミア
当初プロデューサーのルーディンとガレフィノは、2010年夏にオフ・ブロードウェイにあるニューヨーク・シアター・ワークショップでの上演を予定していたが、パーカーとストーンの実力を信じて直接ブロードウェイで開幕することとなった。ルーディンとガレフィノはユージン・オニール劇場をおさえ、装置デザインおよび設置を進めつつ配役を行なった。プロデューサーたちは費用1千万ドルを見込んでいたが、9百万ドルで収まった。数百人もの俳優をオーディションし、28人を採用した。4週間リハーサル、2週間技術リハーサルののち、プレビュー公演を行なった。6日間1階席が満席となり、ルーディンとガレフィノにとって本公演前に満席となったのは初めてのことであった。

## プロダクション

### 2011年-、ブロードウェイ

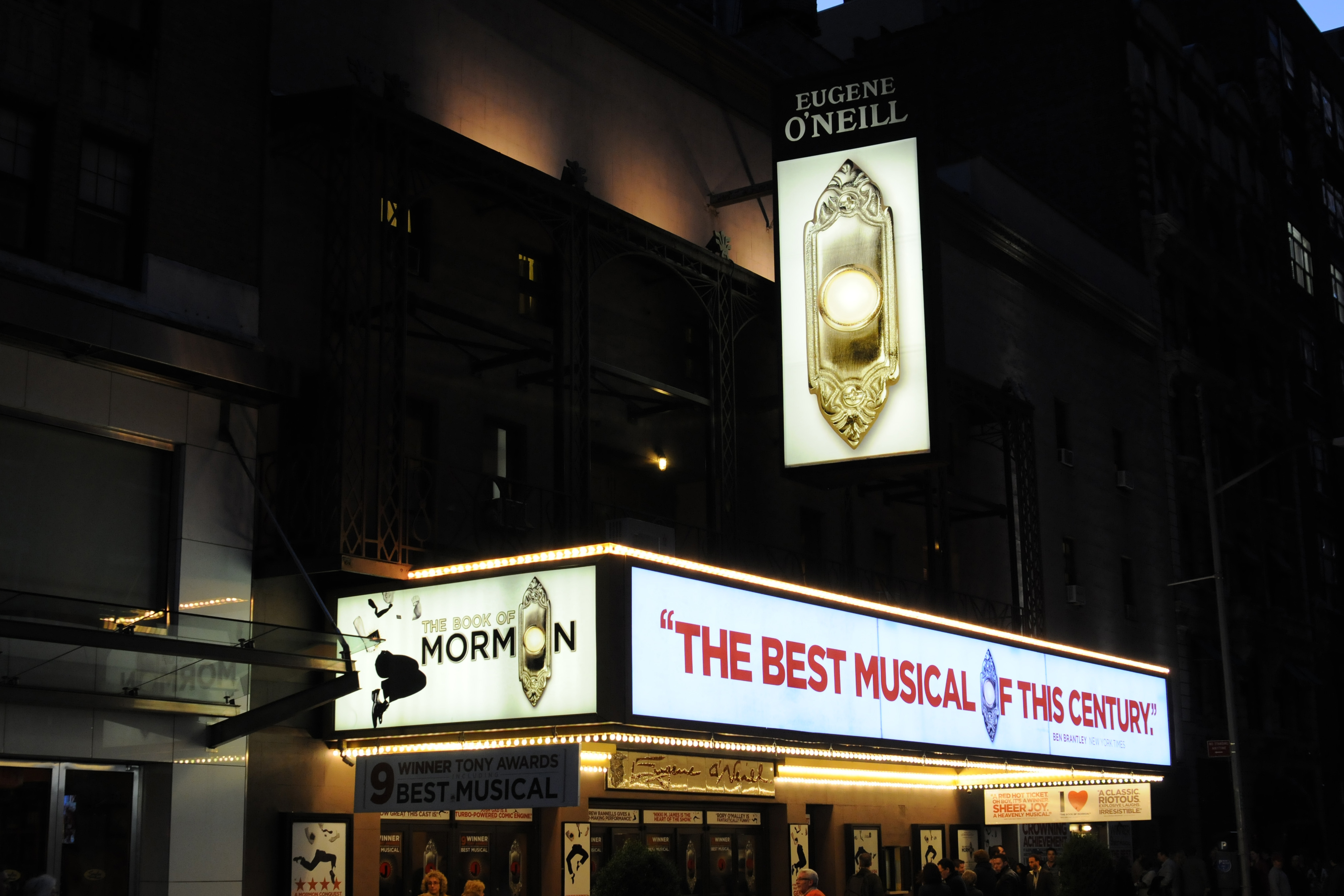
初演から数か月後のユージン・オニール劇場

2011年2月24日、プレビュー公演、3月24日、本公演がブロードウェイにあるユージン・オニール劇場で開幕した。ケイシー・ニコロウが振付、ニコロウとパーカーが共同演出を担当した。装置デザインはスコット・パスク、衣裳デザインはアン・ロス、照明デザインはブライアン・マクデヴィット、音響デザインはブライアン・ロナンが担当した。ラリー・ホクマンが共同で編曲し、音楽監督およびヴォーカル・アレンジはスティーブン・オレマスが担当した。ジョシュ・ギャッドとアンドルー・レイノルズが主演オリジナル・キャストとなった。
2011年4月25日、少なくとも5回、偽チケットが販売または贈呈されたと発表された。『ニューヨーク・タイムズ』紙によると、Craigslistで売買され、容疑者が1人いるが毎回別の場所で入手されたものであり、ニューヨーク市警察に通報済みである。
ニューヨーク公演では航空業界やホテル業界などと共にチケットとのセット販売が行なわれている。人気のある良席は477ドルで提供していた。初年度、ブロードウェイでの興行収入ベスト5に入り、ユージン・オニール劇場において週間興行収入記録を22週にわたり記録を塗り替えた。2011年の感謝祭の週、通常155ドルの席が170ドル強となった。集客数およびチケット料金の高騰により、たった9ヶ月の上演で、製作費1,140万ドルを取り戻した。
2012年6月、カニンガム役のギャッドが降板し、代役であったジャレッド・ガートナーが配役されたがのちに第1回全米ツアー公演に参加することとなったため、6月26日、ケイル・クライスが配役された。ギャッドが降板した2日後、プライス役のレイノルズが降板し、代役のニック・ルールーが配役された。同日、ニッキー・M・ジェイムズが映画撮影期間である6週間限定でサマンサ・マリー・ウェアがナブルンギ役に配役され、ツアー公演にも出演した。2012年11月、プライス役のルールーがシカゴ公演出演のため降板し、マット・ドイルが配役された。2012年12月、カニンガム役にジョン・バスが配役された。2013年1月、マッキンリー役オリジナル・キャストのローリー・オマーリーが降板し、マット・ローアーが配役された。2013年4月、ハティンビー役にスタンリー・ウエイン・メイシスが配役された。2013年5月、カニンガム役のジョン・バスが降板し、コディ・ジャミスン・ストランドが配役された。2014年1月、ドイルおよびストランドの契約が終了し、シカゴ公演に出演していたルールーおよびベン・プラットが再度配役された。2014年8月26日、マッキンリー役のローアーが降板し、第1回全米ツアー公演に出演していたグレイ・ヘンソンが配役された。2015年1月、ルールーおよびプラットが降板し、第1回全米ツアー公演に出演していたギャヴィン・クリールおよびクリストファー・ジョン・オニールが配役された。2016年1月3日、3年半出演したクリールが降板し、2016年2月21日まで第2回全米ツアー公演でプライス役代役であったカイル・セリグが出演することとなった。2016年1月25日、クリストファー・ジョン・オニールが一時的に降板し、北米カンパニー3つ全てで長らくカニンガム役代役であったニック・ビーラックが配役された。2016年2月17日、ニック・ルールーはTwitterを通して2月23日からルールーにとって3度目となるブロードウェイでのプライス役で出演することを発表した。ルールーはシカゴ、第2回全米ツアー公演、ウエスト・エンドでも同役を演じている。2016年2月23日、オニールとルールーにとって初共演となった。2016年8月21日、マッキンリー役のヘンソンが降板し、23日、ウエスト・エンド公演に出演していたスティーブン・アシュフィールドが配役された。2016年11月7日、ナブルンギ役のニッキー・レネー・ダニエルズが第二子妊娠のため降板し、数日後、キム・イグザムが配役された。2017年2月20日、カニンガム役のクリス・オニールとハティンビー役のダニエル・ブレイカーが降板し、ウエスト・エンド公演に出演していたブライアン・シアーズがカニンガム役に、ビリー・ユージン・ジョーンズがハティンビー役に配役された。2018年2月18日、6年半出演していたプライス役オリジナル・キャストのニック・ルールーが降板し、デイヴ・トーマス・ブラウンが配役された。同日、オリジナル・キャストのブライアン・シアーズも降板し、ブロードウェイおよび第2回全米ツアー公演で長らくカニンガム役であったコディ・ジャミスン・ストランドが配役された。ほかのブロードウェイ・キャスト・メンバーにはジョセフ・スミス/ミッション・プレジデント役オリジナル・ブロードウェイ・キャストのルイス・クリール、将軍役のデリク・ウィリアムズなどがいる。

### 2012年–2016年、第1回全米ツアー公演
2012年8月14日、コロラド州デンバーにあるデンバー・センター・フォー・ザ・パフォーミング・アーツで第1回全米ツアー公演が開幕し、9月5日からロサンゼルスにあるパンテイジズ・シアターで上演し、9月12日にツアー公式開幕公演が行なわれた。当初2012年12月開幕予定であったが、4ヶ月前倒しとなったのである。ギャヴィン・クリールがプライス役、ジャレッド・ガートナーがカニンガム役に配役され、12月下旬、ウエスト・エンド俳優マーク・エヴァンズとクリストファー・ジョン・オニールに交代し、クリールとガートナーはウエスト・エンド公演のリハーサルに入った。2014年6月30日、エヴァンが降板し、一時的にブロードウェイ公演プライス役代役のKJヒップンスティールがプライス役に配役された。ヒップンスティールがブロードウェイに戻り、ヒップンスティールの代わりにブロードウェイ公演プライス役代役を務めていたライアン・ボンディがプライス役に配役された。2014年夏、クリールがウエスト・エンド公演から戻り、ボンディが降板した。クリールとオニールはブロードウェイ公演出演のため降板した際、ボンディがプライス役に復帰し、チャド・バリスがカニンガム役に配役された。6週間後、ウエスト・エンド・プロダクションからビリー・ハリガン・タイがプライス役とAJホームズがカニンガム役に配役された。その後ボンディとバリスは第2回全米ツアー公演で代役を務めた。
2015年7月下旬から8月上旬、ツアー公演の一環としてソルトレイクシティで初めて上演された。
2016年5月1日、ハワイのホノルルでツアー公演は閉幕した。

### 2012年-2013年、シカゴ公演
ツアー公演以外での常設地方公演として、2012年12月11日、プレビュー公演、12月19日、本公演がイリノイ州シカゴにあるバンク・オブ・アメリカ・シアターにてブロードウェイ・イン・シカゴの一環として開幕した。2013年10月6日、閉幕し、第2回ツアー公演へと移行した。ニック・ルールーがプライス役、ベン・プラットがカニンガム役に配役された。

### 2013年-、ウエスト・エンド
2013年2月25日、イギリス初演としてウエスト・エンドにあるプリンス・オブ・ウェールズ劇場で開幕した。北米ツアー公演のギャヴィン・クリールとジャレッド・ガートナーが出演した。2013年3月13日、ロンドン・キャスト・メンバーはガラ公演を開催し、イギリスの慈善団体コミック・リリーフのレッド・ノーズ・デイのために£200,000をあげた。通常のロンドン公演は15分間の休憩を含み、2時間30分である。2014年3月、ウエスト・エンド・フレイム・アワードのファニエスト・ウエスト・エンド・ショーに選出された。2014年7月28日、クリールが第1回ツアー公演のため降板し、代役のビリー・ハリガン・タイがプライス役に配役された。同日、ガートナーも降板し、ツアー公演およびブロードウェイでカニンガム役を演じていた代役のAJホームズが配役された。
2015年2月2日以降、タイが降板し、ブロードウェイ俳優のニック・ルールーがプライス役に配役され、ホームズが降板し、アンサンブルとしてブロードウェイに出演していたブライアン・シアーズがカニンガム役に配役された。その後タイとホームズは、ブロードウェイに出演することとなったクリールとオニールの後継として第1回全米ツアー公演に出演した。2016年1月25日、ルールーはツイッターを通じて1月30日でウエスト・エンド公演を降板することを報じた。2月1日、長らくブロードウェイで代役であったKJヒプンスティールがプライス役に配役された。2016年8月6日、スティーブン・アシュフィールドがブロードウェイ公演出演のためマッキンリー役を降板し、8月9日、スティーヴン・ウェブが後継となった。2017年1月14日、ブライアン・シアーズが2月20日よりブロードウェイ公演に出演のため降板し、1月30日、第2回全米ツアー公演で長らくカニンガム役であったコディ・ジャミスン・ストランドが配役された。
2018年度、ドム・シンプソンがプライス役、マイケル・フィンリーがカニンガム役に配役された。これ以前、フィンリーはブロードウェイ公演でカニンガム役代役であった。

### 2013年-、第2回全米ツアー公演
2013年10月6日、シカゴ公演が閉幕し、そのままツアー公演へ移行した。ただしプラットはツアー公演に参加せず、ルールーも数都市で出演したのみでツアー公演を降板し、ブロードウェイ公演のリハーサルに参加した。ルールー降板後、デイヴィッド・ラーソンがプライス役に配役された。プラット降板後、AJホームズがカニンガム役に配役され、その後コディ・ジャミスン・ストランドが後継した。2014年12月14日、マッキンリー役のピアス・キャシディが降板し、ブロードウェイ公演において複数の代役であったダクストン・ブルームクイストが配役された。2016年1月3日、ラーソンはプライス役を降板し、代役のライアン・ボンディが配役された。2016年10月、ボンディがプライス役を降板し、ゲイブ・ギブスが配役された。2016年12月、将軍役のOge Aguluéが降板し、David Aron Damaneが配役された。2017年1月1日、カニンガム役のコディ・ジャミスン・ストランドがウエスト・エンド公演出演のため降板し、1月3日、コナー・ピアソンが配役された。2017年10月24日、2015年11月から長らくアンサンブルを務め、プライス役代役などを任されていたケヴィン・クレイがプライス役に配役された。ボンディがオーストラリア公演出演のためプライス役を降板した。他にケイラ・ペチオニがナブルンギ役、PJアジマがマッキンリー役、スターリング・ジェイヴィスがハティンビー役を演じた。2018年1月28日、アジマがマッキンリー役を降板し、アンディ・ハンティントン・ジョーンズが配役された。

### 2017年-、オーストラリア公演
2017年1月18日、メルボルンにあるプリンセス・シアターにてオーストラリア公演が開幕した。2016年1月、シドニーおよびメルボルンでオーディションが行なわれ、11月にリハーサルが開始した。2016年11月、ライアン・ボンディがプライス役、AJホームズがカニンガム役に配役されたことが発表された。ザーラ・ニューマンがナブルンギ役、バート・ラボンテがハティンビー役、ロウアン・ウィットがマッキンリー役に配役された。2018年2月28日、シドニー・リリック劇場に移行した。

### 2017年-、北欧公演
2017年1月、スウェーデンのストックホルムにあるChinateaternにて、英語以外の言語で初の上演が開幕した。2017年9月、ノルウェーのオスロにあるDet Norske Teatretにてノルウェー公演が開幕し、好評につきチケット予約ウエブページがダウンした。2018年1月、デンマークのコペンハーゲンにあるDet Ny Teaterでデンマーク公演が開幕した。

## あらすじ

### 第1幕
末日聖徒イエス・キリスト教会宣教師トレーニング・センターにて、モルモン宣教師となる敬虔で傲慢な長老ケヴィン・プライスが、自宅訪問でモルモン教に改宗させるデモンストレーションでクラスメイトを率いる("Hello!")。プライスは祈りを捧げればフロリダ州オーランドでの2年間にわたるミッションに参加できると信じているが、頼りなく嘘つきな長老アーノルド・カニンガムと共にウガンダに送られる("Two By Two")。プライスは何か信じられないことが起きそうな予感を感じ、カニンガムはプライスと共に行くことに喜びを感じる("You and Me (But Mostly Me)")。
ウガンダ北部に到着すると、「お尻丸出し将軍」の兵士たちに強盗される。村人たちに歓迎され、将軍が統治する日常がいかに酷いものかを打ち明けられる。村人たちは「神様なんて!」という意味の現地語を繰り返す ("Hasa Diga Eebowai")。
プライスとカニンガムはナブルンギという若い女性に居住区に連れて行ってもらうと、布教活動に失敗し続けている宣教師たちと出会う。地区リーダーの長老マッキンリーはプライスとカニンガムに布教の評判が良くないと伝える("Turn It Off")。プライスはとても不安になるが、カニンガムはきっとうまくいくし、パートナーとして何があってもそばにいると元気付ける("I Am Here for You")。
プライスは村人たちに歌でジョセフ・スミス・ジュニアについて説くが、結局自分自身の話になり、今後ほかの宣教師たちと同じように布教活動に失敗するだろうと思い込む("All-American Prophet")。将軍がやってきて、村の女性全てに女性器切除をするよう告知する。将軍は抗議した村人を処刑する。なんとか無事に帰宅したナブルンギはプリンスによる地上の楽園(シオン)、新たな地(ソルトレイクシティ)でのより良い生活への希望を聞き感銘を受ける("Sal Tlay Ka Siti")。
本部から進捗状況を尋ねられる。処刑およびアフリカの現実にショックを受け、プライスはウガンダでの布教を諦めオーランドへの異動を希望することを決心するが、忠実なカニンガムはどこへでもついてくるだろうと考える("I Am Here For You [Reprise]")。しかしプライスはカニンガムを見捨てる。カニンガムは寂しくなるが、ナブルンギがやってきてモルモン書についてもっと学びたいと語り、村人たちにも話を聞くよう説得してくれたため、カニンガムは状況を打破する勇気を持つ("Man Up")。

### 第2幕
村人たちは飽きてきたため、カニンガムはモルモンの教義とSFやファンタジーを組み合わせて即興で話をでっち上げる。作り話に登場した父親、ジョセフ・スミス・ジュニア、ホビット(『ホビットの冒険』)、ウフーラ(『スタートレック』)、ダース・ベイダーおよびヨーダ(『スター・ウォーズ』)がカニンガムを咎めるが、人助けになるのなら良いではないかと正当化する("Making Things Up Again")。
プライスはオーランドに到着したと思ったら、それが夢だったことが分かる。子供の頃に見た地獄の悪夢を思い出し、悪いことの前兆ではないかとパニックになる("Spooky Mormon Hell Dream")。プライスは起きだして布教活動を再開する決心をする。
カニンガムは数名のウガンダ人が教義に興味を持っていると語る。マッキンリーは将軍の許しがない限り改宗はないと指摘する。プライスは自身の真価を証明するチャンスとばかりに「生まれついての使命」を果たそうとする。信条を再認識し、将軍に改宗を迫る("I Believe")。将軍は全く心を動かされず、プライスを遠ざける。
村人たちは洗礼を受け、カニンガムの布教は結果を出すことができる。ナブルンギとカニンガムは良い雰囲気になる("Baptize Me")。宣教師たちはウガンダ人たちと仲間意識を持ち、洗礼を祝福する("I Am Africa")。プライスは病院を訪れ、『モルモン書』を遺棄する。将軍は村人の改宗を聞きつけ、全員処刑することを決める。
信念を失ったプライスはコーヒーで気を紛らわせる。カニンガムはプライスを見つけ、本部からの訪問時には少なくともパートナーとしてうまくやっているように見せなければならないと語る。プライスは教会、両親、友人たちの期待を裏切ったことを反省する("Orlando")。
ナブルンギら村人たちは、カエルを愛することによりエイズが治るなどとカニンガムによって歪曲された、アメリカのモーセとしてのジョセフ・スミス・ジュニアの物語の公演を行なう("Joseph Smith American Moses")。本部の者たちは青ざめて宣教師たちを帰宅させ、ナブルンギら村人たちに対してこれでは真のモルモン教信者ではないと告げる。ナブルンギは天国に行くことができないと失望し、見捨てられたとして神を呪う("Hasa Diga Eebowai [Reprise]")。プライスはカニンガムの方が正しかったと気付き、聖書は大事だがコミュニケーションの方がより重要だと思い直す("You and Me (But Mostly Me) [Reprise]")。
ナブルンギは村人たちにカニンガムが語ったことは嘘だとして将軍に話そうとする。カニンガムが語ったことは現実的なことではなくメタファーだと村人たちに教えられ、ナブルンギはショックを受ける。プライスは宣教師とウガンダ人を集め、共にパラダイスを作ろうと語る。長老になりたてのウガンダ人がカニンガム由来の『アーノルド書』の伝道のために1軒1軒訪問する姿を思い描く("Tomorrow Is a Latter Day"/"Hello! (Reprise)"/"Finale")。

## 音楽

### 使用楽曲
| 第1幕 - "Hello" – モルモン・ボーイズ - "Two by Two" – プライス, モルモン・ボーイズ - "You and Me (But Mostly Me)" – プライス、カニンガム - "Hasa Diga Eebowai" – マファラ、プライス、カニンガム、ウガンダ人 - "Turn It Off" – マッキンリー、宣教師 - "I Am Here for You" – カニンガム、プライス - "All American Prophet" – プライス、カニンガム、ジョセフ・スミス、天使モロナイ、カンパニー - "Sal Tlay Ka Siti" – ナブルンギ - "I Am Here for You" (Reprise)† – カニンガム - "Man Up" – カニンガム、ナブルンギ、プライス、カンパニー | 第2幕 - "Making Things Up Again" – カニンガム、カニンガムの父、ジョセフ・スミス、モルモン、モロナイ、ウフーラ、ホビット、ウガンダ人、アンサンブル - "Spooky Mormon Hell Dream" – プライス、ルシファー、ヒットラー、ジンギスカン、ジェフリー・ダーマー、ジョニー・コクラン、カンパニー - "I Believe" – プライス、カンパニー - "Baptize Me" – カニンガム、ナブルンギ - "I Am Africa" – マッキンリー、カニンガム、宣教師 - "Joseph Smith American Moses" – ナブルンギ、マファラ、ウガンダ人 - "Hasa Diga Eebowai" (Reprise)† – ナブルンギ - "You and Me (But Mostly Me)" (Reprise)† – プライス、カニンガム - "Tomorrow Is a Latter Day" – プライス、カニンガム、マッキンリー、ナブルンギ、カンパニー - "Hello" (Reprise)† – カンパニー - "Encore"† – カンパニー |

† キャスト・アルバムには含まれない。

### 楽器編成
9人編成のオーケストラが演奏する:
- リード(フルート、ピッコロ、アルトサックス、テナーサックス、クラリネット、オーボエ、バンスリ、ソプラノリコーダー、アルトリコーダー)
- トランペット(ピッコロトランペット、フリューゲルホーン)
- トロンボーン(バストロンボーン)
- ドラム/パーカッション/電子ドラム
- キーボードI
- キーボードII
- ヴァイオリン/ヴィオラ
- ギター(エレクトリックギター、アコースティックギター、クラシックギター、アーチトップギター)
- ベース(エレクトリックベース、フレットレスベース、アップライトベース)

### オリジナル・ブロードウェイ・キャスト・レコーディング
2011年5月17日、ゴーストライト・レコードよりオリジナル・ブロードウェイ・キャスト・レコーディング・アルバムがリリースされた。『"I Am Here For You" (Reprise)』、『"Orlando" (Reprise)』、『"Hasa Diga Eebowai" (Reprise)』、『"You and Me (But Mostly Me)" (Reprise)』以外の全ての使用楽曲が収録された。『"Hello" (Reprise)』および『"Encore"』はCDの最後に『"Tomorrow Is a Latter Day"』として収録された。2011年5月9日、先行してNPRで全編聴くことができた。ラジオ番組『フレッシュ・エア』のインタビューにおいて抜粋版が使用された。
iTunes Storeでのリリース初週、iTunes史上ブロードウェイ・キャスト・アルバムの最速売上記録を更新し、発売日にはiTunes Top 10 Chartで第2位を獲得した。『プレイビル』によると、iTunesでブロードウェイ・キャスト・アルバムがベストセラーとなるのは稀なことである。アルバムは好評で、『ローリング・ストーン』は「ウィットに富んだ歌詞と素晴らしい旋律で、ぜひとも観劇したくなる」と記した。リリース初週、Billboard 200で上位に入ったが、2011年、トニー賞受賞後は急上昇して第3位となり、ブロードウェイ・キャスト・アルバム史40年以上の中で最高順位となった。
2017年5月19日、レコード盤がリリースされた

## 登場人物および配役
主なプロダクションの主要登場人物および配役を以下に示す。

### オリジナル・キャスト
| 登場人物               | オリジナル・ブロードウェイ・キャスト (2011年) | オリジナル・ウエスト・エンド・キャスト (2013年) | 第1回全米ツアー (2012年) | 第2回全米ツアー (2012年)             | オリジナル・オーストラリア・キャスト (2017年) | オリジナル・ストックホルム・キャスト (2017年) | オリジナル・オスロ・キャスト (2017年) | オリジナル・コペンハーゲン・キャスト (2018年) |
| ---------------------- | --------------------------------------------- | ----------------------------------------------- | ------------------------ | ------------------------------------ | --------------------------------------------- | --------------------------------------------- | ------------------------------------- | --------------------------------------------- |
| 長老プライス           | アンドルー・レイノルズ                        | ギャヴィン・クリール                            | ギャヴィン・クリール     | ニック・ルールー                     | ライアン・ボンディ                            | ライナス・ウォールグレン                      | Frank Kjosås                          | Silas Holst                                   |
| 長老カニンガム         | ジョシュ・ギャッド                            | ジャレッド・ガートナー                          | ジャレッド・ガートナー   | ベン・プラット                       | A. J. ホームズ                                | パー・アンダーソン                            | クリストファー・オルセン              | Carsten Svendsen                              |
| ナブルンギ             | ニッキー・M・ジェイムズ                       | アレクシア・カディーム                          | サマンサ・マリー・ウェア | Syesha Mercado                       | ザーラ・ニューマン                            | Samantha Gurah                                | Anette Amelia Larsen                  | Lea Thiim Harder / Gina Marie Hudson          |
| 長老マッキンリー       | ローリー・オマーリー                          | スティーブン・アシュフィールド                  | グレイ・ヘンソン         | ピアス・キャシディ                   | ロウワン・ウィット                            | Anton Lundqvist                               | Preben Hodneland                      | Simon Nøiers                                  |
| マファラ・ハティンビー | マイケル・ポッツ                              | ガイルズ・テレラ                                | ケヴィン・マンボ         | ジェイムズ・ヴィンセント・メレディス | バート・ラボンテ                              | ピーター・ガーディナー                        | Marvin Amoroso                        | Robert Bengtsson                              |
| ジョセフ・スミス他     | ルイス・クリール                              | ハイドン・オークリー                            | マイク・マゴワン         | クリストファー・シャイアー           | アンドリュー・ブロードベント                  | Lars Göran Persson                            | Niklas Gundersen                      | Kim Hammelsvang                               |
| 将軍                   | ブライアン・タイリー・ヘンリー                | クリス・ジャーマン                              | デリック・ウィリアムズ   | デイヴィッド・エイロン・デイメン     | Augustin Aziz Tchantcho                       | Camilo Ge Bresky                              | Markus Bailey                         | Al Agami                                      |

## 主題
信仰および疑念など多くの宗教的主題が含まれている。実在の宗教団体、特に末日聖徒イエス・キリスト教会を風刺しているが、作中のモルモン教徒はややナイーブで世間知らずではあるが好意的で楽観的に描かれている。
第1幕、第2幕のオープニング・シーンはHill Cumorah Pageantのパロディである。

## 受賞歴

### ブロードウェイ・プロダクション
| 年     | 賞                       | 部門                                   | ノミネート者 | 結果       | 脚注          |
| ------ | ------------------------ | -------------------------------------- | --- | ---------- | ------------- |
| 2011年 | トニー賞                 | ミュージカル作品賞                     | ミュージカル作品賞 | 受賞       | [ 59 ]        |
| 2011年 | トニー賞                 | ミュージカル脚本賞                     | ロバート・ロペス, トレイ・パーカー, マット・ストーン | 受賞       | [ 59 ]        |
| 2011年 | トニー賞                 | オリジナル楽曲賞                       | ロバート・ロペス, トレイ・パーカー, マット・ストーン | 受賞       | [ 59 ]        |
| 2011年 | トニー賞                 | ミュージカル主演男優賞                 | アンドルー・レイノルズ | ノミネート | [ 59 ]        |
| 2011年 | トニー賞                 | ミュージカル主演男優賞                 | ジョシュ・ギャッド | ノミネート | [ 59 ]        |
| 2011年 | トニー賞                 | ミュージカル助演男優賞                 | ローリー・オマーリー | ノミネート | [ 59 ]        |
| 2011年 | トニー賞                 | ミュージカル助演女優賞                 | ニッキー・M・ジェイムズ | 受賞       | [ 59 ]        |
| 2011年 | トニー賞                 | ミュージカル演出賞                     | ケイシー・ニコロウ、トレイ・パーカー | 受賞       | [ 59 ]        |
| 2011年 | トニー賞                 | 振付賞                                 | ケイシー・ニコロウ | ノミネート | [ 59 ]        |
| 2011年 | トニー賞                 | 編曲賞                                 | ラリー・ホクマン、スティーブン・オレマス | 受賞       | [ 59 ]        |
| 2011年 | トニー賞                 | 装置デザイン賞                         | スコット・パスク | 受賞       | [ 59 ]        |
| 2011年 | トニー賞                 | 衣裳デザイン賞                         | アン・ロス | ノミネート | [ 59 ]        |
| 2011年 | トニー賞                 | 照明デザイン賞                         | ブライアン・マクデヴィット | 受賞       | [ 59 ]        |
| 2011年 | トニー賞                 | 音響デザイン賞                         | ブライアン・ロナン | 受賞       | [ 59 ]        |
| 2011年 | ドラマ・デスク・アワード | ミュージカル作品賞                     | ミュージカル作品賞 | 受賞       | [ 60 ]        |
| 2011年 | ドラマ・デスク・アワード | Outstanding Lyrics                     | ロバート・ロペス, トレイ・パーカー, マット・ストーン | 受賞       | [ 60 ]        |
| 2011年 | ドラマ・デスク・アワード | 楽曲賞                                 | ロバート・ロペス, トレイ・パーカー, マット・ストーン | 受賞       | [ 60 ]        |
| 2011年 | ドラマ・デスク・アワード | ミュージカル脚本賞                     | ロバート・ロペス, トレイ・パーカー, マット・ストーン | ノミネート | [ 60 ]        |
| 2011年 | ドラマ・デスク・アワード | ミュージカル主演男優賞                 | アンドルー・レイノルズ | ノミネート | [ 60 ]        |
| 2011年 | ドラマ・デスク・アワード | ミュージカル助演男優賞                 | ローリー・オマーリー | ノミネート | [ 60 ]        |
| 2011年 | ドラマ・デスク・アワード | ミュージカル助演女優賞                 | ニッキー・M・ジェイムズ | ノミネート | [ 60 ]        |
| 2011年 | ドラマ・デスク・アワード | 振付賞                                 | ケイシー・ニコロウ | ノミネート | [ 60 ]        |
| 2011年 | ドラマ・デスク・アワード | ミュージカル演出賞                     | ケイシー・ニコロウ、トレイ・パーカー | 受賞       | [ 60 ]        |
| 2011年 | ドラマ・デスク・アワード | 衣裳デザイン賞                         | アン・ロス | ノミネート | [ 60 ]        |
| 2011年 | ドラマ・デスク・アワード | ミュージカル音響デザイン賞             | ブライアン・ロナン | ノミネート | [ 60 ]        |
| 2011年 | ドラマ・デスク・アワード | 編曲賞                                 | ラリー・ホクマン、スティーブン・オレマス | 受賞       | [ 60 ]        |
| 2011年 | 海外批評家サークル賞     | 新作ブロードウェイ・ミュージカル作品賞 | 新作ブロードウェイ・ミュージカル作品賞 | 受賞       | [ 61 ]        |
| 2011年 | 海外批評家サークル賞     | 新曲賞                                 | トレイ・パーカー、ロバート・ロペス、マット・ストーン | 受賞       | [ 61 ]        |
| 2011年 | 海外批評家サークル賞     | ミュージカル演出賞                     | ケイシー・ニコロウ、トレイ・パーカー | 受賞       | [ 61 ]        |
| 2011年 | 海外批評家サークル賞     | 振付賞                                 | ケイシー・ニコロウ | ノミネート | [ 61 ]        |
| 2011年 | 海外批評家サークル賞     | ミュージカル男優賞                     | ジョシュ・ギャッド | 受賞       | [ 61 ]        |
| 2011年 | 海外批評家サークル賞     | ミュージカル女優賞                     | ニッキー・M・ジェイムズ | ノミネート | [ 61 ]        |
| 2012   | グラミー賞               | ミュージカル・シアター・アルバム賞     | アンドルー・レイノルズ&ジョシュ・ギャッド(主演ソロイスト); ロバート・ロペス, トレイ・パーカー, マット・ストーン(作曲家/作詞家); アン・ガレフィノ, ロバート・ロペス, トレイ・パーカー, スティーブン・オレマス, スコット・ルーディン, マット・ストーン(プロデューサー); フランク・フィリペティ (エンジニア/ミキサー) | 受賞       | [ 62 ] [ 63 ] |

### ロンドン・プロダクション
| Year | Award                              | Category                 | Nominee                                              | Result     | Ref           |
| ---- | ---------------------------------- | ------------------------ | ---------------------------------------------------- | ---------- | ------------- |
| 2013 | イブニング・スタンダード・アワード | ミュージカル作品賞       | ミュージカル作品賞                                   | ノミネート | [ 64 ] [ 65 ] |
| 2013 | イブニング・スタンダード・アワード | ベスト・ナイト・アウト賞 | ベスト・ナイト・アウト賞                             | 受賞       | [ 66 ]        |
| 2014 | ローレンス・オリヴィエ賞           | 新作ミュージカル作品賞   | 新作ミュージカル作品賞                               | 受賞       | [ 67 ]        |
| 2014 | ローレンス・オリヴィエ賞           | ミュージカル男優賞       | ギャヴィン・クリール                                 | 受賞       | [ 67 ]        |
| 2014 | ローレンス・オリヴィエ賞           | ミュージカル男優賞       | ジャレッド・ガートナー                               | ノミネート | [ 67 ]        |
| 2014 | ローレンス・オリヴィエ賞           | ミュージカル助演賞       | スティーブン・アシュフィールド                       | 受賞       | [ 67 ]        |
| 2014 | ローレンス・オリヴィエ賞           | 振付賞                   | ケイシー・ニコロウ                                   | 受賞       | [ 67 ]        |
| 2014 | ローレンス・オリヴィエ賞           | 音楽功績賞               | ロバート・ロペス, トレイ・パーカー, マット・ストーン | ノミネート | [ 67 ]        |
| 2014 | Whatsonstage.com Awards            | 新作ミュージカル作品賞   | 新作ミュージカル作品賞                               | 受賞       | [ 68 ] [ 69 ] |
| 2014 | Whatsonstage.com Awards            | ミュージカル男優賞       | ギャヴィン・クリール                                 | 受賞       | [ 68 ] [ 69 ] |
| 2014 | Whatsonstage.com Awards            | ミュージカル助演男優賞   | スティーブン・アシュフィールド                       | 受賞       | [ 68 ] [ 69 ] |
| 2014 | Whatsonstage.com Awards            | ミュージカル助演女優賞   | アレクシア・カディーム                               | 受賞       | [ 68 ] [ 69 ] |
| 2014 | Whatsonstage.com Awards            | 振付賞                   | ケイシー・ニコロウ                                   | ノミネート | [ 68 ] [ 69 ] |

### メルボルン・プロダクション
| Year | Award                | Category               | Nominee                                              | Result     |
| ---- | -------------------- | ---------------------- | ---------------------------------------------------- | ---------- |
| 2017 | ヘルプマン・アワード | ミュージカル作品賞     | ミュージカル作品賞                                   | 受賞       |
| 2017 | ヘルプマン・アワード | ミュージカル振付賞     | ケイシー・ニコロウ                                   | ノミネート |
| 2017 | ヘルプマン・アワード | ミュージカル演出賞     | ケイシー・ニコロウ、トレイ・パーカー                 | 受賞       |
| 2017 | ヘルプマン・アワード | ミュージカル女優賞     | ザーラ・ニューマン                                   | ノミネート |
| 2017 | ヘルプマン・アワード | ミュージカル男優賞     | AJホームズ                                           | ノミネート |
| 2017 | ヘルプマン・アワード | ミュージカル助演男優賞 | バート・ラボンテ                                     | ノミネート |
| 2017 | ヘルプマン・アワード | ミュージカル助演男優賞 | ロウワン・ウィット                                   | ノミネート |
| 2017 | ヘルプマン・アワード | オリジナル楽曲賞       | トレイ・パーカー, マット・ストーン、ロバート・ロペス | ノミネート |